# 교대 근무
교대근무(交代勤務)는 근로 시간이 긴 업무 체계일 경우 노동자를 교대로 근무하는 근무 형태다. 편의점이나 병원 등에서 사용된다.
교대 근무는 매일 24시간 내내(종종 24/7로 축약됨) 사용하거나 서비스를 제공하도록 고안된 고용 관행이다. 이 관행은 일반적으로 하루를 교대조로 나누고 서로 다른 그룹의 작업자가 업무를 수행하는 기간을 설정한다. "교대 근무"라는 용어에는 장기 야간 근무와 직원이 교대 근무를 변경하거나 교대로 근무하는 근무 일정이 모두 포함된다.
의학 및 역학에서 교대 근무는 일부 개인의 일부 건강 문제에 대한 위험 요소로 간주된다. 일주기 리듬의 교란은 다른 조건 중에서도 심혈관 질환, 인지 장애, 당뇨병, 변형된 신체 구성 및 비만이 발생할 가능성을 증가시킬 수 있기 때문이다.

## 같이 보기
- 간트 차트
- 직업암
- 잠